# Alfa Romeo 450
L'Alfa Romeo 450 était un camion de catégorie moyenne polyvalent fabriqué par le constructeur italien Alfa Romeo V.I. de 1947 à 1959.  
L'Alfa 450 remplace l'Alfa 430 dans la gamme du constructeur italien. 
Ce véhicule fut fabriqué pendant 13 ans uniquement en version civile. En 1959, il bénéficia de nombreuses améliorations et mises à jour et prit le nom d'Alfa 455. Sa production cessa au début des années 1960.

## Histoire
Lors du lancement de l'Alfa Romeo 450 en 1947, on crut[Qui ?] que ce n'était que la nouvelle version du modèle 430. L'esthétique de la cabine était terriblement semblable. En fait c'était bel et bien un tout nouveau modèle qui inaugurait un châssis spécifique et une cabine semblable, mais agrandie, et dont la calandre arborait 5 barres horizontales (contre trois sur le 430).
L'Alfa Romeo 450 était équipé d'un nouveau moteur diesel 4 cylindres en ligne Alfa Romeo de 5.816 cm3 de cylindrée, développant une puissance de 90 Ch à 2 000 tours par minute. Sa vitesse maximale était de 65 km/h.  
Comme tous les poids lourds immatriculés sur le territoire italien jusqu'en 1974, la conduite est à droite. 
Alfa Romeo en dériva des versions 4 roues motrices et tracteur de semi-remorques et commercialisa un châssis surbaissé pour autobus.
La dernière année de fabrication, au début 1959, le constructeur italien apporta quelques modifications mineures et renomma le camion 455.